# Gabriele Bigott
Gabriele Bigott (* 1944 in Bromberg) ist eine deutsche Hörspielautorin, -regisseurin und -dramaturgin.

## Leben
Nach einem Studium der Theaterwissenschaften arbeitete Gabriele Bigott zunächst als Regisseurin und Dramaturgin am Theater. Mit Beginn der 1980er Jahre schrieb sie ihre ersten Hörspiele für den Rundfunk der DDR, nach 1989 für das Funkhaus Berlin und später für Deutschlandradio. Unter ihren Arbeiten befindet sich mit Sex-Märchen zur Nacht ein Zyklus von erotischen Erzählungen frei nach den Gebrüdern Grimm. Seit 1994 ist Bigott umfangreich als Regisseurin, Dramaturgin und Bearbeiterin von Hörspielen tätig, zunächst für den Ostdeutschen Rundfunk Brandenburg und nach dessen Fusionierung mit dem Sender Freies Berlin für den Rundfunk Berlin-Brandenburg, wo sie bis 2009 Leiterin der Hörspielabteilung war.
Viele Arbeiten Gabriele Bigotts wurden mit Preisen bedacht. Allein für ihre Bearbeitung, Dramaturgie und Inszenierung von Boxhagener Platz nach dem Roman von Torsten Schulz erhielt sie mehrere Auszeichnungen, ferner wurde das Hörspiel 2006 bei der Veranstaltungsreihe Hörspielkino unterm Sternenhimmel gesendet.
Gabriele Bigott hat zwei Töchter und lebt in Berlin.

## Hörspielarbeiten

### Als Autorin
- 1984: Der Nullmensch – Regie: Barbara Plensat
- 1985: Frau im Zug – Regie: Barbara Plensat
- 1985: Nun heule ich doch – Regie: Barbara Plensat
- 1987: Tatbestand (Folge 36: Als wäre nichts gewesen) – Regie: Walter Niklaus
- 1989: Am Sonntag, wenn es regnet – Regie: Norbert Speer
- 1990: Das große Polizeimärchen (nach Karel Čapek) – Regie: Norbert Speer
- 1991: Winnie und Ludwig – Regie: Barbara Plensat
- 1991: Sex-Märchen zur Nacht: Die Hochzeit der Frau Füchsin – Regie: Barbara Plensat
- 1991: Sex-Märchen zur Nacht: Der Hase und der Igel – Regie: Barbara Plensat
- 1991: Sex-Märchen zur Nacht: Rapunzel – Regie: Barbara Plensat
- 1991: Sex-Märchen zur Nacht: Rotkäppchen – Regie: Barbara Plensat
- 1991: Sex-Märchen zur Nacht: Schneewittchen – Regie: Barbara Plensat
- 1991: Sex-Märchen zur Nacht: Der Froschkönig – Regie: Barbara Plensat
- 1993: Weihnachten mit Else – Regie: Karlheinz Liefers
- 1996: Mieze, Tarzan und Paul Klee – Regie: Werner Buhss
- 2001: Eine unglaubliche Geschichte – Regie: Karlheinz Liefers
- 2012: Die Reise nach Großkurzwitz – Regie: Gabriele Bigott

### Als Regisseurin (Auswahl)
- 1999: Ein Knoten – Autorin: Nancy Pickard
- 2001: Wie ich einen Hund gegessen habe – Autor: Jewgenij Grischkowez
- 2002: Rache für Lorca – Autor: Kurt Kreiler
- 2002: Böhme stirbt in Neustrelitz – Autor: Eugen Ruge
- 2003: Hallo Gott – Autor: Elo Sjøgren
- 2004: Von der Liebe und von anderen Einsamkeiten (auch Bearbeitung (Wort) und Dramaturgie) – Autor: Holger Böhme
- 2004: Der Planet (auch Bearbeitung (Wort) und Dramaturgie) – Autor: Jewgenij Grischkowez
- 2004: Arbeits-Los: arbeitslos (auch Bearbeitung (Wort) und Dramaturgie) – Autor: Joachim Nossol
- 2005: Pas de deux (auch Dramaturgie) – Autor: Stefan Seifert
- 2005: Boxhagener Platz (auch Bearbeitung (Wort) und Dramaturgie) – Autor: Torsten Schulz
- 2006: Labyrinth (auch Dramaturgie) – Autor: Eugen Ruge
- 2006: Die Eisheiligen (auch Bearbeitung (Wort) und Dramaturgie) – Autorin: Helga M. Novak
- 2007: Aus den Fugen – Autor: Steffen Thiemann
- 2008: Tötet den Schiedsrichter – Autoren: Gebrüder Presnjakow (Oleg und Wladimir)
- 2009: Ich bin nicht mal das Volk (auch Dramaturgie) – Autorin: Ricarda Bethke
- 2009: Wismutspiel (auch Bearbeitung (Wort) und Dramaturgie) – Autor: Werner Bräunig
- 2010: Alles ist Erpel – Autor: Holger Siemann
- 2010: Jakob mit dem grünen Ohr – Autorin: Lena Hach
- 2010: Tolstois Befreiung – Autor: Ivan Bunin
- 2011: Start- und Landebahn – Autoren: Dirk Laucke und David Richter
- 2013: Der Kormoran – Autor: Holger Böhme
- 2013: Hans Albers’ Tagebücher – Autor: Steffen Thiemann
- 2014: Vierundzwanzig Wunschzettel – Autorin: Uta Ackermann

### Als Dramaturgin (Auswahl)
- 1991: Die Logikfalle – Regie: Detlef Kurzweg
- 1993: Kopf und Kragen – Regie: Rainer Schwarz
- 1993: Schwänzeltanz – Regie: Achim Scholz
- 1997: Till fragment – Regie: Wolfgang Rindfleisch
- 1998: Das Badener Lehrstück vom Einverständnis – Regie: Joachim Staritz
- 1998: Geschäftstermin – Regie: Gerda Zschiedrich
- 1999: Marius von Mayenburg: Feuergesicht – Regie: Götz Fritsch (Hörspielbearbeitung – SFB/ORB/NDR)
- 1999: Der wahre Patorschke – Regie: Christa Kowalski
- 2000: Angstleoparden – Regie: Karlheinz Liefers
- 2001: Sonnenwende. Toter Hund – Regie: Joachim Staritz
- 2002: Das Wirklichgewollte – Regie: Jörg Jannings
- 2002: Zweisprache weiße Rose Sophie – Regie: Jörg-Michael Koerbl
- 2003: Elise oder Der unheilbare Verdacht – Regie: Barbara Plensat
- 2004: Die Kommode Clairvoyance – Regie: Annette Berger
- 2004: Maulwurf sucht Seeadler (5 Teile) – Regie: Barbara Plensat
- 2005: Mörder – Regie: Karlheinz Liefers
- 2005: Tetraplegie – Regie: Götz Fritsch
- 2005–2008: Die kuriosen Fälle des Kommissar Rothmann (5 Staffeln à 5 Folgen) – Regie: Jürgen Dluzniewski
- 2006: Nichts in Sicht – Regie: Kai Grehn
- 2006: Amnesia – Regie: Jürgen Dluzniewski
- 2007: Etwas mehr links – Regie: Judith Lorentz
- 2008: Flohzirkus – Regie: Karin Bellingkrodt
- 2009: Machwerk oder Das Schichtbuch des Flick von Lauchhammer – Regie: Barbara Plensat

### Als Bearbeiterin (Wort) (Auswahl)
- 1992: Señor Knepp oder Ein Hauch Wahrhaftigkeit – Regie: Barbara Plensat
- 1993: Die Geschichte von Pit Pikus, dem Specht, und der Möwe Leila – Regie: Werner Buhss
- 1994: Die Geschichte von den zwei Schwestern – Regie: Karlheinz Liefers
- 1997: Missing Müller – Regie: Peter Groeger
- 2004: Elias und die Oma aus dem Ei – Regie: Wolfgang Rindfleisch

## Auszeichnungen
- 1987: Hörspielpreis der Hörer innerhalb des DDR-Hörspielpreises für Nun heule ich doch
- 1989: Kinderhörspiel-Kritikerpreis, Sonderpreis für Am Sonntag, wenn es regnet
- 1990: DDR-Kinderhörspielpreis, 3. Platz für Das große Polizeimärchen
- 2001: Hörspiel des Monats Juni für Wie ich einen Hund gegessen habe
- 2004: Hörspiel des Monats November für Der Planet
- 2006: Zonser Hörspielpreis für Boxhagener Platz
- 2006: Radio-Eins-Hörspielkino-Publikumspreis für Boxhagener Platz
- 2006: Hörspiel des Monats August für Boxhagener Platz
- 2009: Hörspiel des Monats Januar für Tötet den Schiedsrichter
- 2010: Zonser Hörspielpreis für Alles ist Erpel
- 2010: Hörspiel des Monats Februar für Alles ist Erpel
- 2013: Hörspiel des Monats Juni für Der Kormoran
- 2017: Hörspiel des Monats November für Manitu